# Mai 2007
Portal Geschichte | Portal Biografien | Aktuelle Ereignisse | Jahreskalender | Tagesartikel

◄ |
20. Jahrhundert |
21. Jahrhundert

◄ |
1970er |
1980er |
1990er |
2000er
| 2010er | 2020er | 2030er | ►

◄ |
2003 |
2004 |
2005 |
2006 |
2007
| 2008 | 2009 | 2010 | 2011 | ►

◄ |
Februar 2007 |
März 2007 |
April 2007 |
Mai 2007 |
Juni 2007 |
Juli 2007 |
August 2007 |
►
Dieser Artikel behandelt tagesbezogene Nachrichten und Ereignisse im Mai 2007.

## Tagesgeschehen

### Dienstag, 1. Mai 2007
- Wien/Österreich: Im Gerhard-Hanappi-Stadion gewinnt Titelverteidiger Austria Wien gegen den Vorjahresgegner SV Mattersburg das ÖFB-Cupendspiel im Fußball mit 2:1.[1]

### Mittwoch, 2. Mai 2007
- Tel Aviv/Israel: Die von der israelischen Regierung einberufene Winograd-Kommission wirft in ihrem Abschlussbericht Ministerpräsident Olmert „schwerwiegendes Versagen“ im Libanonkrieg 2006 vor, da er die Truppen ohne ausreichende Vorbereitung und die Erwägung anderer Alternativen in den Krieg geschickt habe. Dabei stellt sich die israelische Außenministerin Tzipi Livni als populärste und einflussreichste Kritikerin aus den Reihen der Kadima demonstrativ gegen die Politik Olmerts: bei einer Abstimmung um die Parteiführung werde sie gegen Olmert antreten.[2][3]
- Washington/Vereinigte Staaten: US-Präsident George W. Bush hat gegen das vom Repräsentantenhaus und Senat im April 2007 verabschiedete Gesetz zum Abzug der Truppen aus dem Irak sein Veto eingelegt.[4]
- Wien/Österreich: Der österreichische Ministerrat beschließt die Wahlrechtsreform, die ab 2008 wirksam werden soll und unter anderem eine Senkung des Mindestalters für die Ausübung des aktiven Wahlrechts von 18 auf 16 Jahre und des passiven Wahlrechts von 19 auf 18 Jahre vorsieht. Österreich verfügt somit über das niedrigste Wahlalter in der EU.[5]

### Donnerstag, 3. Mai 2007

Geleerte Flaschen hochprozentigen Alkohols

- Berlin/Deutschland: Laut des Berichts der Drogenbeauftragten des Bundestags Sabine Bätzing (SPD) starben im vergangenen Jahr mit rund 1.300 zwar so wenige Personen am Konsum von Drogen wie zuletzt 1989, aber 1,7 Millionen Einwohner konsumierten nach Bätzings Angaben mehr alkoholische Getränke als der Gesundheit zuträglich sind und für 1,6 Millionen Personen wird eine ernsthafte Abhängigkeit angenommen.[6]

Praia da Luz/Portugal: Im Portugiesischen Praja da Luz verschwindet die dreijährige Madeleine McCann aus der Ferienwohnung ihrer Eltern. In den nächsten Tagen und Wochen wird sich die Suche nach dem britischen Mädchen zu einem der aufwändigsten Entführungsfälle der Geschichte entwickeln. Der Fall ist bis heute ungelöst.

### Freitag, 4. Mai 2007
- Berlin/Deutschland: Bei der 57. Verleihung des Deutschen Filmpreises im Palais am Funkturm wird Vier Minuten von Regisseur und Drehbuchautor Chris Kraus als bester Film prämiert.[7]

### Samstag, 5. Mai 2007
- Ankara/Türkei: Abdullah Gül zieht seine Präsidentschaftskandidatur zurück, nachdem auch die zweite Abstimmung im türkischen Parlament von der Opposition boykottiert wird.[8]

### Sonntag, 6. Mai 2007

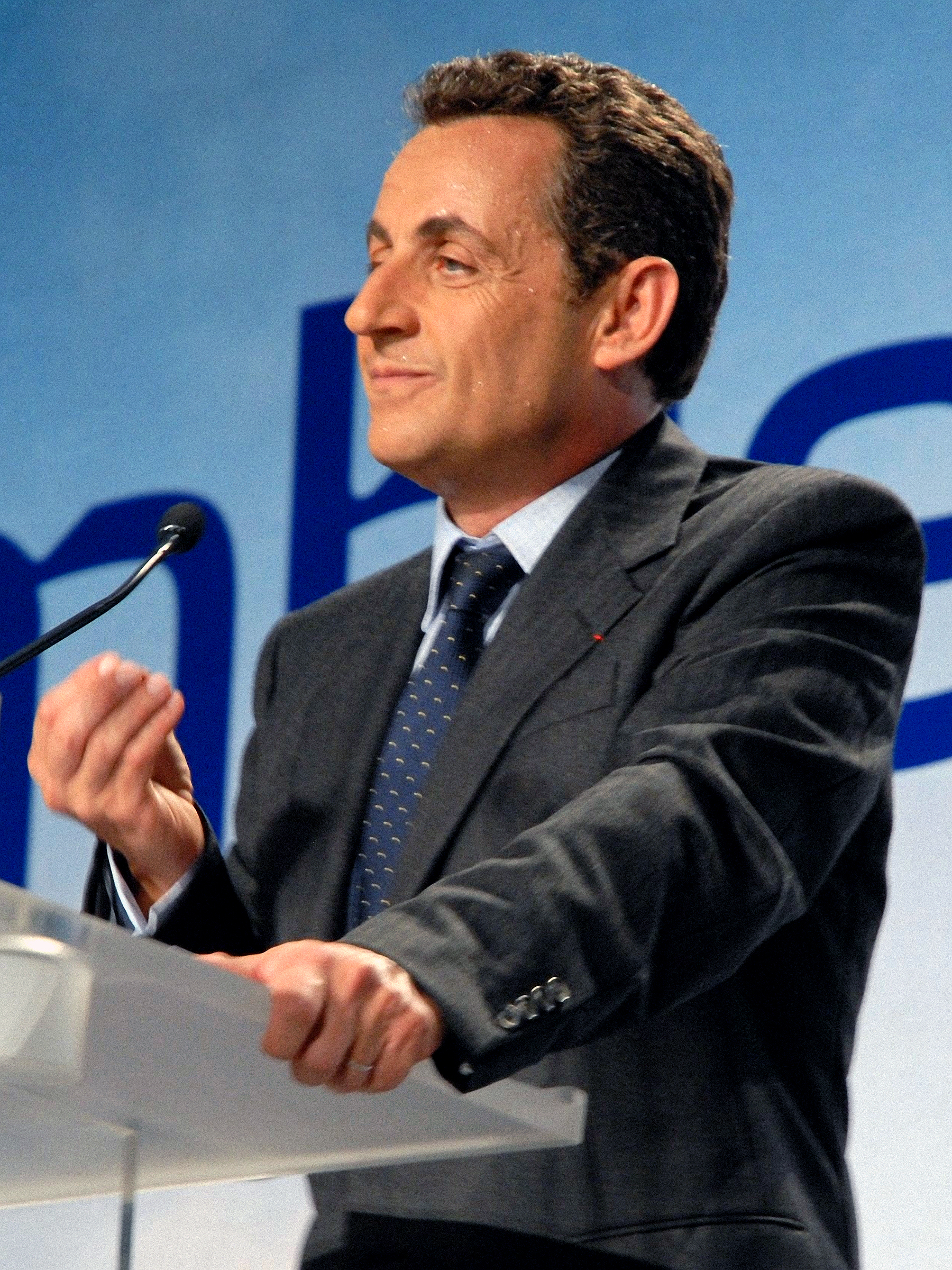
Nicolas Sarkozy

- Littoral/Kamerun: Die in Kamerun abgestürzte Boeing 737-800 der Kenya Airways wird fast zwei Tage nach dem Unglück in einem Sumpfgebiet entdeckt; auf Überlebende unter den 114 Menschen an Bord gibt es bislang keine Hinweise.[9]
- Paris/Frankreich: Nicolas Sarkozy (UMP) wird französischer Präsident. Im zweiten Wahlgang stimmen 53,06 % der Wähler für ihn und erteilen damit Ségolène Royal (PS) bei der von ungewöhnlich hoher Wahlbeteiligung gekennzeichneten Stichwahl eine Absage.[10]

### Montag, 7. Mai 2007

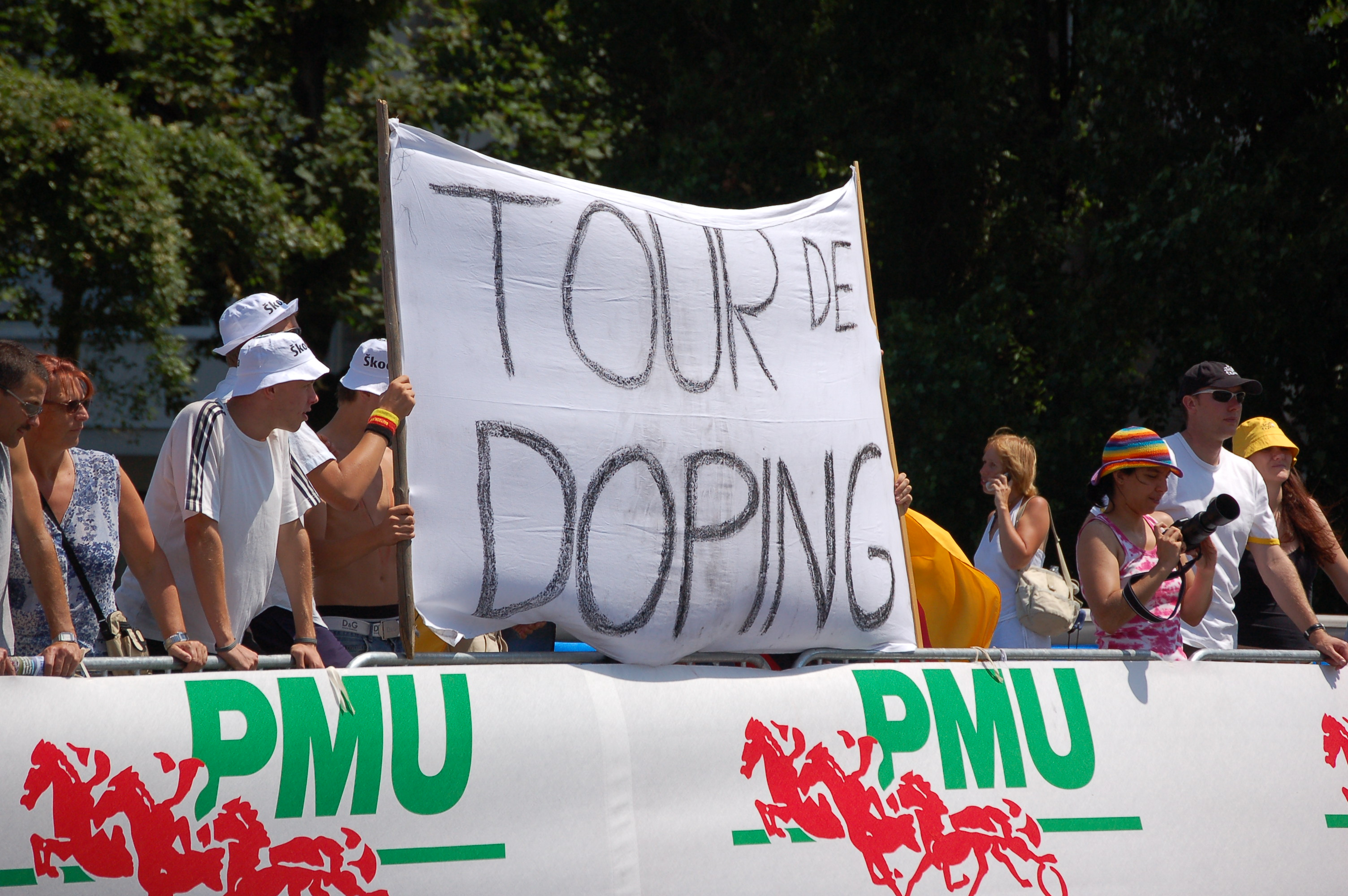
Demonstration von Radsportfans während der Tour de France 2006

- Berlin/Deutschland: Der deutsche Bundespräsident Horst Köhler lehnt den Antrag des Ex-RAF-Terroristen Christian Klar auf Begnadigung ab. Der Mörder des Bankiers Jürgen Ponto muss seine lebenslange Strafe noch bis 2009 absitzen. Auch dem Gnadengesuch der früheren Terroristin Birgit Hogefeld gibt das Staatsoberhaupt nicht statt.[11]
- Berlin/Deutschland: Nach einer Studie der Umweltstiftung WWF befinden sich sechs der zehn klimaschädlichsten Kohlekraftwerke der EU (Niederaußem, Jänschwalde, Frimmersdorf, Weisweiler, Neurath und Boxberg) in Deutschland.[12]
- Paris/Frankreich: Nach der Wahlniederlage der sozialistischen Kandidatin für das Amt des französischen Staatspräsidenten distanzieren sich mehrere führende Parteimitglieder von Ségolène Royal. So äußert der frühere Premierminister Laurent Fabius, dass sie zwar einen engagierten Wahlkampf geführt habe; aber aus dessen Fehlern müssten auch Folgerungen gezogen werden. „Das Ziel war, den Elysee zu erobern. Es war nicht, nach Solférino zu marschieren.“ Damit meint Fabius den Parteiführungsanspruch Royals für die kommenden Parlamentswahlen, da die Parteizentrale in Solférino liegt.[13]
- Rom/Italien: Der italienische Radrennfahrer Ivan Basso hat seine Verwicklung in den Dopingskandal Fuentes eingestanden und eine Zusammenarbeit mit den Ermittlungsbehörden angekündigt.[14]

### Dienstag, 8. Mai 2007

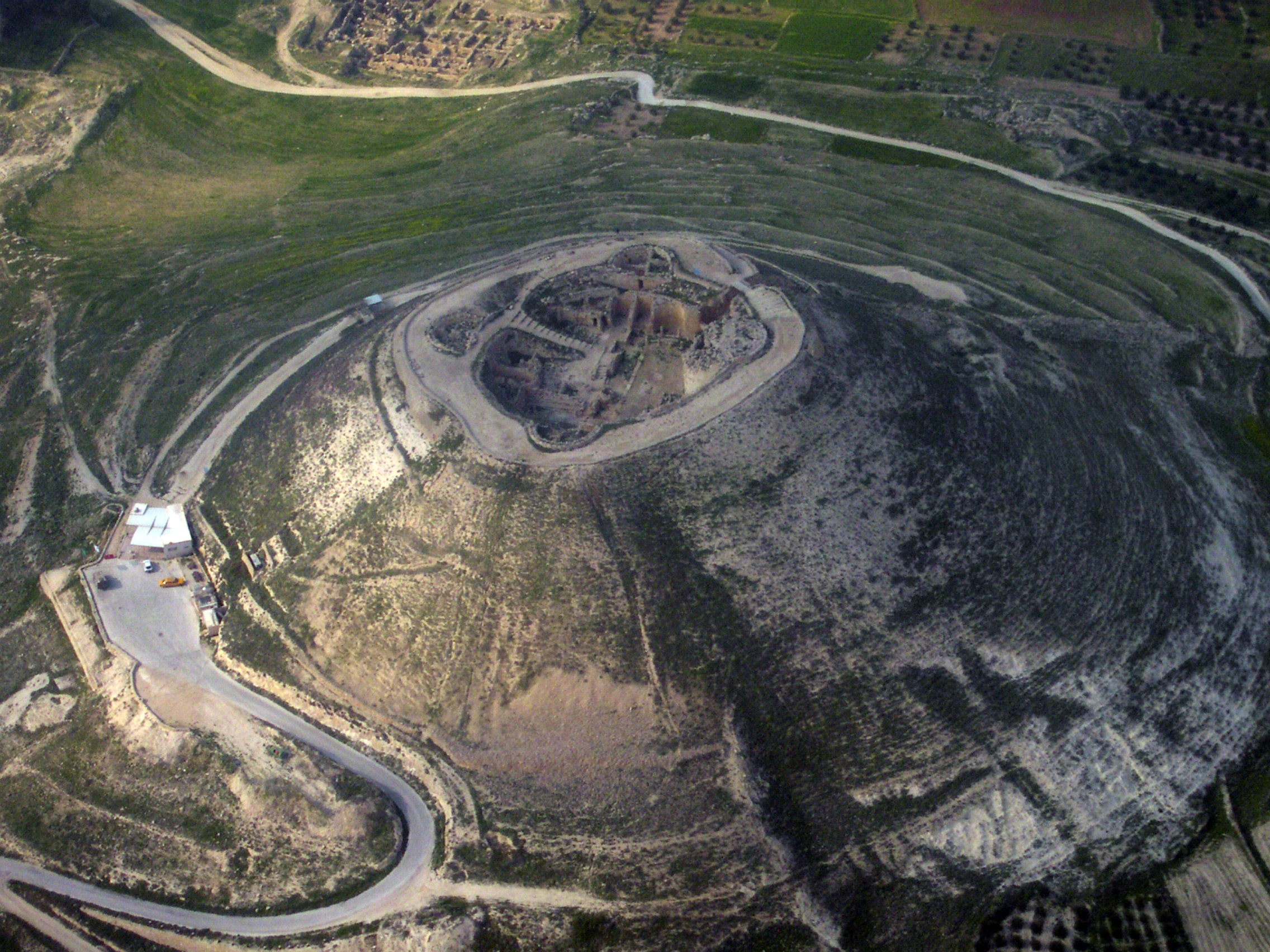
Das Herodium. Luftbild von Südwesten

- Belfast/Vereinigtes Königreich: Nordirland bildet eine eigene Regierung. Der streitbare Protestantenpfarrer Ian Paisley, Democratic Unionist Party (DUP) und Martin McGuinness aus dem politischen Flügel der Irisch-Republikanischen Armee (IRA) stehen als Regierungschefs der nordirischen Allparteienregierung vor. Im Kabinett besitzt die DUP fünf Ministerposten, die Sinn Féin kann vier Minister aufweisen, während die protestantische Partei Ulster Unionist Party zwei sowie die katholische Social Democratic and Labour Party einen Kabinettssitz aufzuweisen haben. Einig sind sich Paisley und McGuinness bereits jetzt im Bedrängen des britischen Schatzkanzlers die Körperschaftssteuer abzusenken, um die Wirtschaft wie in der Republik Irland anzukurbeln.[15]
- Jerusalem/Israel: Ein Team israelischer Archäologen um Ehud Netzer hat im Herodium, 12 km südlich von Jerusalem, nach 35 Jahren Suche das Grab von Herodes entdeckt.[16]
- London/Vereinigtes Königreich: Die erste Version des Global Peace Index wird veröffentlicht.[17]

### Mittwoch, 9. Mai 2007

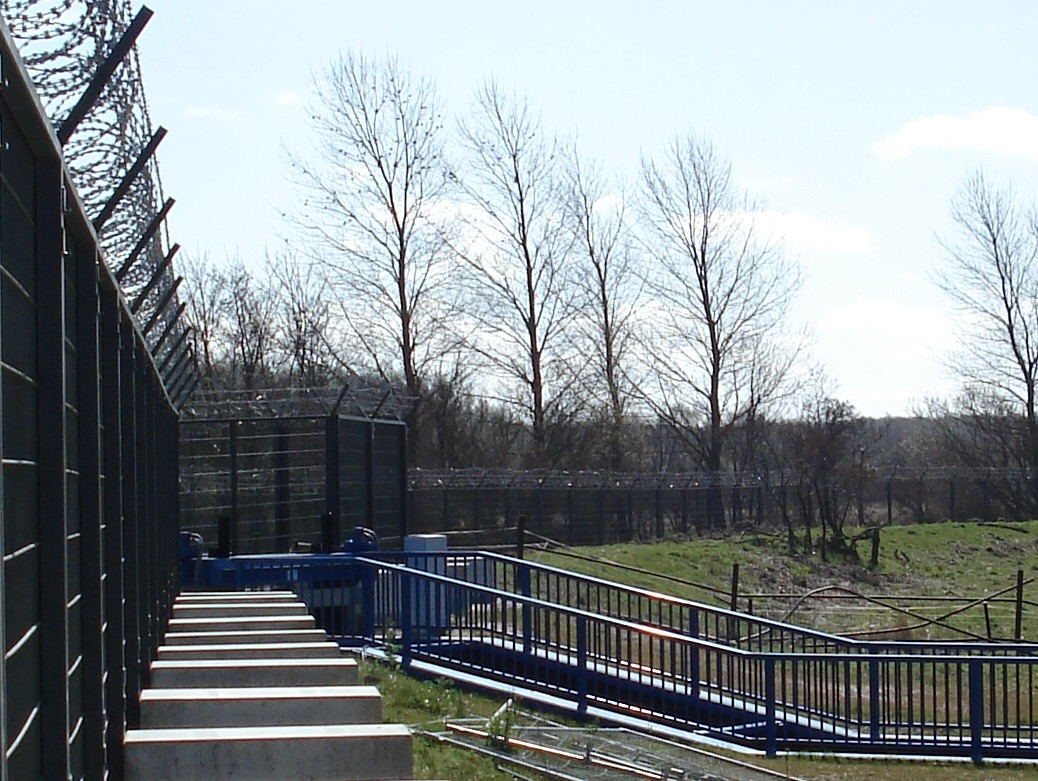
Sperrzaun um den Tagungsort

- Erbil/Irak: Bei einem Selbstmordanschlag werden im Nordirak 20 Menschen getötet und weitere 80 verletzt. Die Explosion des mit Sprengstoff präparierten Lastkraftwagens ereignet sich in der Nähe eines Regierungsgebäudes der kurdischen Regionalhauptstadt auf einer Kreuzung.[18][19]
- Hamburg/Deutschland: Bundesweit werden von der Bundesanwaltschaft und der Polizei Razzien gegen extreme linke Kräfte durchgeführt, die im möglichen Kontext mit einer Behinderung bzw. Sabotage des künftigen G8-Gipfels stehen können. „Hintergrund ist ein terroristischer“, lautet die Version der Bundesanwaltschaft, einen Zusammenhang mit dem Wirtschaftsgipfel möchte man dort nicht kommentieren.[20] In den Abendstunden kommt es in Berlin und der Hansestadt zu Demonstrationen von rund 6000 Gegnern des G8-Gipfels, die wie Attac gegen die Razzien protestieren.[21] Nur in Berlin verlaufen die Aktionen friedlich.[22]
- Vatikanstadt: Papst Benedikt XVI. bricht zu einer Apostolischen Reise nach Brasilien anlässlich der V. Generalkonferenz des Episkopats von Lateinamerika und der Karibik auf.[23]

### Donnerstag, 10. Mai 2007
- London/Vereinigtes Königreich: Der britische Premierminister Tony Blair erklärt seinen Rücktritt zum 27. Juni 2007.[24]
- Washington, D.C./Vereinigte Staaten: US-Präsident George W. Bush lässt sich von dem zunehmenden Druck aus der eigenen Partei der Republikaner zu einer erneuten Kurskorrektur in seiner Irak-Politik bewegen: ein Gesetz zur Finanzierung des Krieges wird nun mit politischen Zielvorgaben für die Führung in Bagdad verknüpft.[25]

### Freitag, 11. Mai 2007

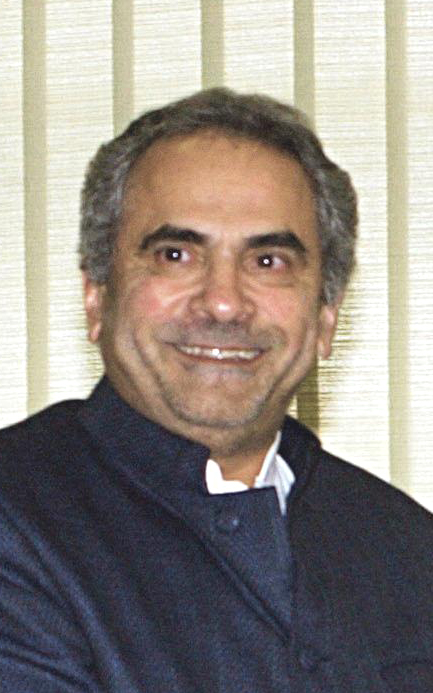
José Ramos Horta

- Dili/Osttimor: Der parteilose Friedensnobelpreisträger José Ramos-Horta hat bei der Präsidentschaftswahl in Osttimor den Sieg errungen. Nach Auszählung aller Wahlbezirke erreichte er 69 Prozent der Stimmen, teilte die staatliche Wahlkommission in Dili mit. Er setzte sich damit in der Stichwahl gegen seinen Konkurrenten Francisco Guterres von der links-nationalistischen Fretelin-Partei durch, der 31 Prozent der Stimmen auf sich vereinigen konnte.[26]
- São Paulo/Brasilien: Papst Benedikt XVI. feiert in São Paulo eine Messe vor 1,5 Mio. Gläubigen.[27]
- Straßburg/Frankreich: Montenegro tritt als 47. Mitgliedstaat dem Europarat bei.[28]

### Samstag, 12. Mai 2007
- Helsinki/Finnland: Die serbische Sängerin Marija Šerifović gewann am Samstagabend den 52. Eurovision Song Contest in Helsinki. Die 22-Jährige konnte sich mit der kraftvollen Ballade Molitva gegen 23 Konkurrenten durchsetzen. Die schrille ukrainische Drag-Queen Verka Serduchka landete auf Platz zwei, die Girlband Serebro mit ihrem russischen Schulmädchen-Pop auf Platz drei. Der deutsche Teilnehmer Roger Cicero belegte den 19. Platz.
- Reykjavík/Island: Bei der Parlamentswahl in Island verlieren die Regierungsparteien an Wahlstimmen und verfügen im Parlament nur noch über eine Mehrheit von einem Sitz. Island erhält eine Große Koalition aus der Sozialdemokratischen Allianz und der Unabhängigkeitspartei[29]

### Sonntag, 13. Mai 2007

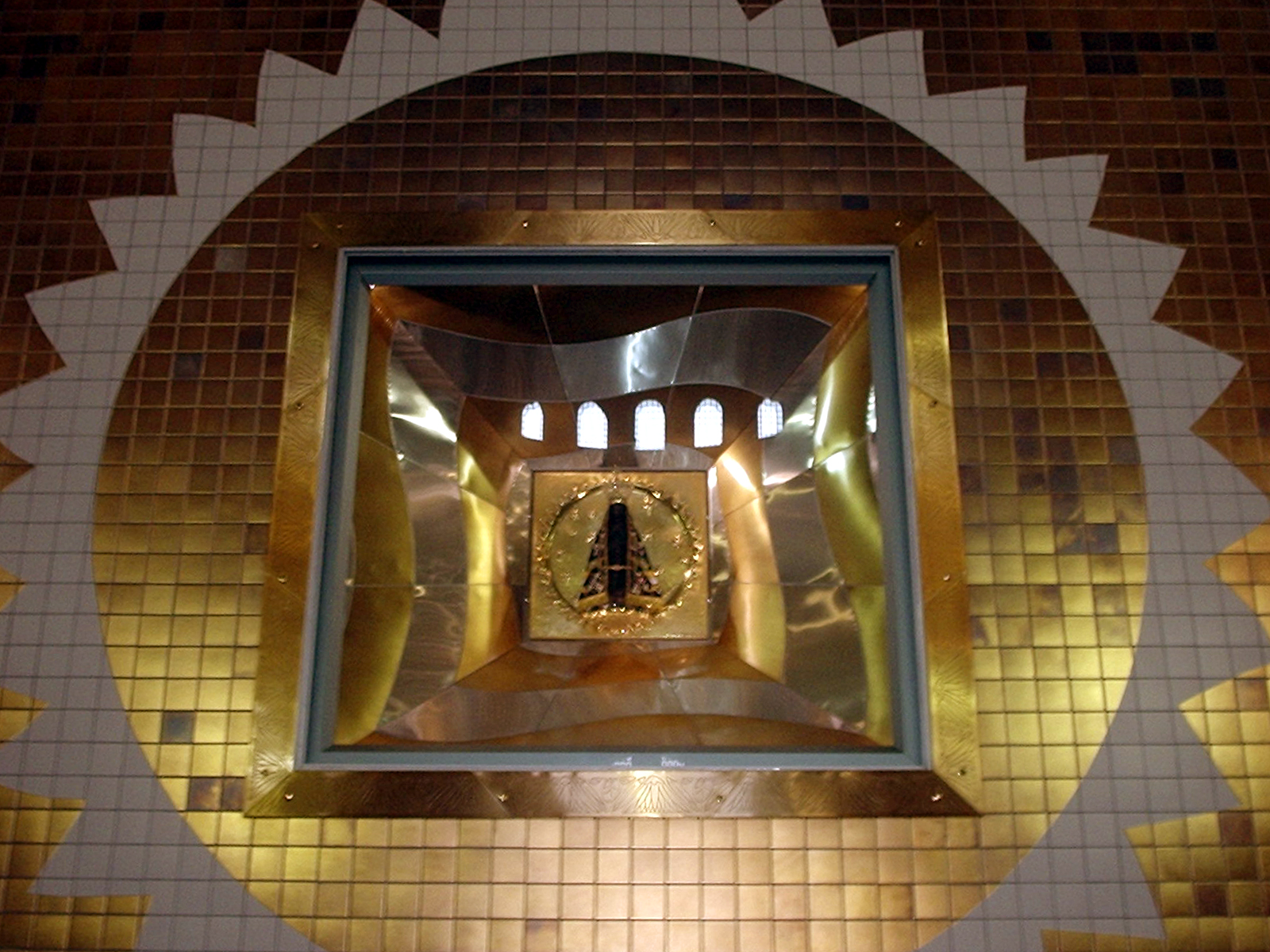
Brasilianisches Nationalheiligtum

- Aparecida/Brasilien: Papst Benedikt XVI. eröffnet die Sitzung der V. Generalversammlung des lateinamerikanischen und karibischen Episkopats, ein geschichtsreiches Treffen von 176 Kardinälen, Erzbischöfen und Bischöfen aus Lateinamerika, den Karibischen Inseln, den Vereinigten Staaten, Spanien und Portugal, die rund die Hälfte der katholischen Weltbevölkerung von mehr als 500 Mio. Menschen vertreten.[30]
- Bremen/Deutschland: Aus der Wahl zur Bremischen Bürgerschaft 2007 geht die SPD erneut als stärkste Kraft hervor. Erstmals ist Die Linke im Parlament der Hansestadt vertreten. Die Bürger in Wut scheitern mit 4,99 % der Wählerstimmen in Bremerhaven knapp am Einzug in die Bürgerschaft und kündigen rechtliche Schritte an.[31]
- Moskau/Russland: Die kanadische Eishockeynationalmannschaft wird mit einem 4:2-Sieg (2:0, 1:0, 1:2) über Finnland Eishockey-Weltmeister 2007 und ist mit nun 24 Titeln alleiniger Rekordweltmeister vor Russland/UdSSR. Finnland verliert nur 15 Monate nach der Niederlage im Finale bei den Olympischen Spielen erneut, verpasst den zweiten Titel nach 1995 und ist zum 6. Mal Vizeweltmeister.[32]
- Ruhrgebiet/Deutschland: Beim zum vierten Mal ausgetragenen Ruhrmarathon von Dortmund beziehungsweise Oberhausen über Gelsenkirchen nach Essen kollabieren ein 46-jähriger Inlineskater und ein 66-jähriger Läufer, die später versterben. Es siegen der Kenianer Jonathan Keiyo und seine Landsfrau Mary Ptikany.[33][34]

### Montag, 14. Mai 2007

Der Konzern DaimlerChrysler wird aufgelöst

- Kandahar/Afghanistan: Der Militärchef der Taliban, Mullah Dadullah, stirbt bei einem Gefecht mit afghanischen Regierungs- und NATO-Truppen in der Provinz Kandahar im Süden von Afghanistan.[35]
- Stuttgart/Deutschland: Der Automobilkonzern DaimlerChrysler verkauft seine amerikanische Tochter Chrysler für 5,5 Milliarden Euro an die Investmentfirma Cerberus.[36]

### Dienstag, 15. Mai 2007
- Berlin/Deutschland: Bundesjustizministerin Brigitte Zypries (SPD) legt ein neues Gesetz zur „Strafzumessungsregel“ vor. Demnach könnten in Zukunft Kriminelle wieder in früherem Umfang von der Kronzeugenregelung Vorteile erhoffen. Der mögliche Strafnachlass gilt allerdings nicht für Mord.[37]
- Berlin/Deutschland: In dem Tierpark von Berlin-Friedrichsfelde wird eine Tierpflegerin von einem Moschusochsen erdrückt, da der Sicherungsbalken zum Vorgehege nicht eingerastet war.[38]
- Bülach/Schweiz: Knapp fünf Jahre nach dem Flugzeugunglück bei Überlingen beginnt im schweizerischen Bülach der Strafprozess gegen acht Mitarbeiter der Flugsicherungsgesellschaft Skyguide.[39]
- Peshawar/Pakistan: Bei einem Selbstmordattentat auf ein Hotel in Pakistan werden 24 Menschen getötet. Die Explosion ereignet sich in der Eingangshalle des Hotels, das von vielen Afghanen besucht wird.[40]

### Mittwoch, 16. Mai 2007
- Cannes/Frankreich: Die 60. Internationalen Filmfestspiele von Cannes werden mit Wong Kar-wais Roadmovie My Blueberry Nights eröffnet.
- Glasgow/Vereinigtes Königreich: Der FC Sevilla gewinnt gegen Espanyol Barcelona den UEFA Cup der Saison 2006/2007 nach Elfmeterschießen mit 5:3 und verteidigt somit erfolgreich seinen Titel.[41]

### Donnerstag, 17. Mai 2007
- Algier/Algerien: Die Parlamentswahl findet statt.
- Moskau/Russland: Die Russisch-Orthodoxe Kirche und die Russisch-Orthodoxe Auslandskirche unterzeichnen eine Vereinbarung zum Zusammenschluss der beiden Kirchen.
- Nordkorea, Südkorea: Erstmals seit über 50 Jahren überqueren zwei Züge die Grenze zwischen dem Nord- und dem Südteil Koreas.[42]
- Wien/Österreich: Bei der Amadeus-Verleihung wird Falco posthum ausgezeichnet, Hoch wie nie erhält den Preis für die Musik-DVD des Jahres.

### Samstag, 19. Mai 2007

Aus Linkspartei und WASG wird Die Linke

- Berlin/Deutschland: Über 96 % der Parteimitglieder der ehemaligen Partei des Demokratischen Sozialismus – seit Januar 2005 Die Linkspartei genannt – votieren für eine Fusion mit der Partei Arbeit & soziale Gerechtigkeit – Die Wahlalternative (WASG). Die Mitglieder der WASG stimmten der Fusion bereits zu. Die neue Partei soll Die Linke heißen und von einer paritätisch besetzten Doppelspitze geführt werden.[43]
- Kundus/Afghanistan: Bei einem Selbstmordanschlag im nordafghanischen Kundus werden zehn Menschen getötet, darunter drei Soldaten der Bundeswehr.[44]
- Stuttgart/Deutschland: Der VfB Stuttgart ist deutscher Fußballmeister 2007. Durch einen 2:1-Sieg über Energie Cottbus sichert sich die Mannschaft um Trainer Armin Veh 15 Jahre nach dem letzten Titel die Meisterschaft.[45]

### Sonntag, 20. Mai 2007
- München/Deutschland: Die Siemens AG gibt in einer Ad-hoc-Meldung bekannt, dass Peter Löscher zum 1. Juni 2007 Klaus Kleinfeld auf dem Posten des Vorstandsvorsitzenden ablösen wird.[46]
- Salzburg/Österreich: Der Club RB Salzburg ist nun offiziell Österreichischer Fußballmeister 2007. Es entsteht eine Kontroverse, ob die Titel des SV Austria Salzburg zur Historie des von einem Energydrink-Hersteller geführten Vereins hinzugezählt werden. Unter dem Namen RB ist es der erste Meistertitel für den Verein.

### Montag, 21. Mai 2007

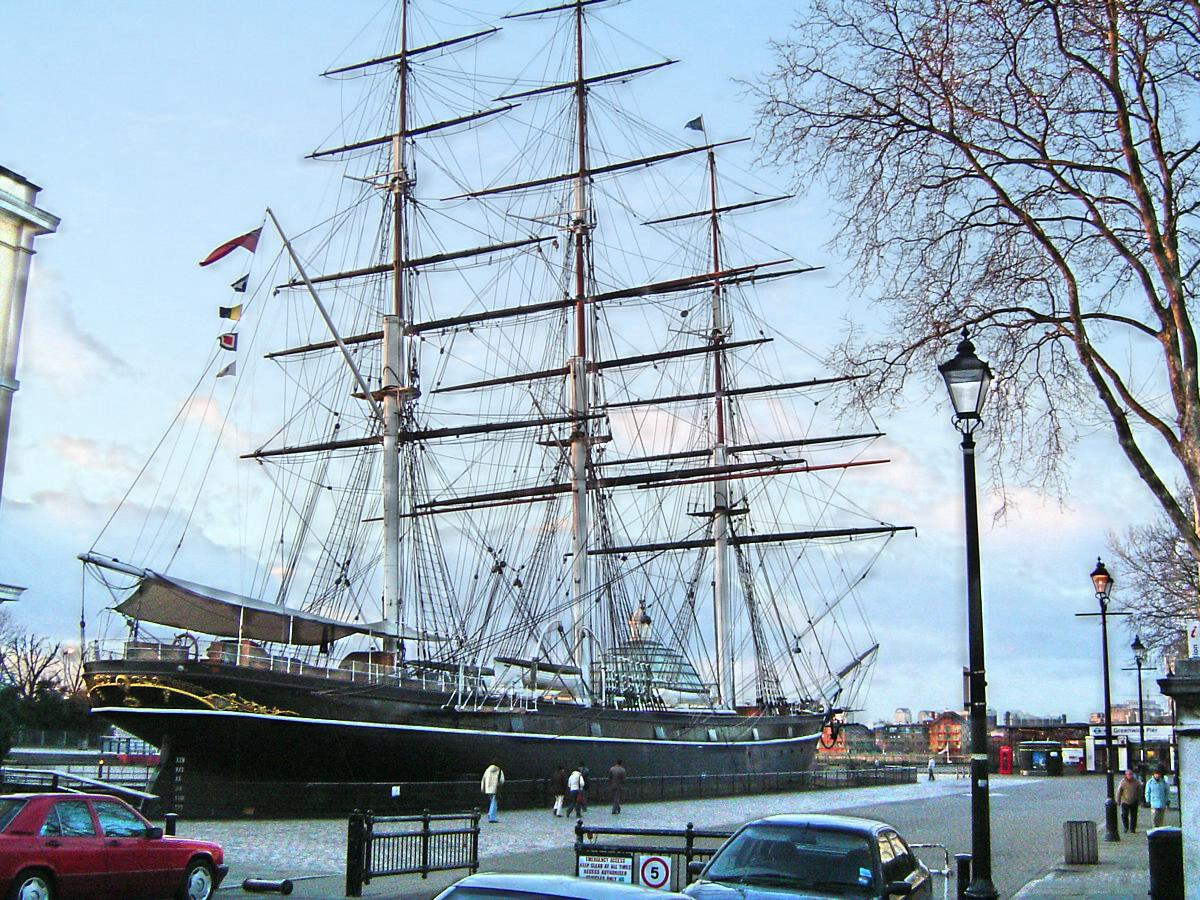
Cutty Sark

- Bonn/Deutschland: Bert Dietz gesteht in der TV-Sendung Beckmann ein, dass beim Team Telekom in den 1990er Jahren gedopt wurde: „Die Ärzte haben, wenn sie selbst vor Ort waren, selbst gespritzt. Wenn sie nicht vor Ort waren, haben es die Pfleger gemacht, also Jef D’hont“. Damit belastet er die bis vor kurzem amtierenden Mannschaftsärzte des Nachfolgerennstalls T-Mobile, Andreas Schmid und Lothar Heinrich, schwer, da sie seinen Angaben zufolge auch selbst die Dosierungen wie z. B. von EPO verabreicht haben.[47]
- Greenwich/Vereinigtes Königreich: Das historische Segelschiff Cutty Sark brennt am frühen Morgen im Trockendock liegend aus. Eine Brandstiftung wird nicht ausgeschlossen. Die Londoner Metropolitan Police nimmt die Ermittlungen auf. Insgesamt ist ein Wiederaufbau des Klippers möglich, da ein Großteil der Schiffsausrüstung und der Takelage wegen Restaurierungsmaßnahmen ausgelagert war.[48]

### Dienstag, 22. Mai 2007

Entwicklung der Anzahl von Personenkraftwagen in Deutschland seit 1975

- Ankara/Türkei: In der türkischen Hauptstadt zündet der Selbstmordattentäter Güven Akkuş mit Verbindungen zur PKK einen Bombensatz auf einem belebten Markt vor einem Bürogebäude. Sechs Menschen werden getötet, rund 100 Personen verletzt.[49] Nach Angaben des Gouverneurs von Ankara, Kemal Onal, ist der Attentäter durch einen Daumenabdruck und eine DNA-Analyse überführt worden, da er vor Jahren wegen der Mitgliedschaft und des Anklebens illegaler Plakate der türkischen kommunistischen Organisation – der TİKB – inhaftiert worden war.[50]
- Beirut/Libanon: Im Libanon kommt es bereits am dritten Tag hintereinander zu einer Eskalation der Kämpfe. Eine zwischenzeitliche Waffenruhe wird mehrfach von Islamisten und der libanesischen Armee verletzt, die erneut autorisiert durch die Regierung das Palästinenserlager Nahr al-Bared angreift, um die Extremisten-Miliz Fatah al-Islam zu vertreiben. EU-Außenkommissar Javier Solana fordert in diesem Zusammenhang ein sofortiges Ende der Gewalt „auf allen Schauplätzen.“[51]
- Frankfurt am Main/Deutschland: Die Automobilhersteller Deutschlands verzeichnen Umsatzrückgänge von 27 Prozent auf dem Privatkundenmarkt aufgrund der höheren Umsatzsteuer.[52]

### Mittwoch, 23. Mai 2007

Wappen des AC Mailand

- Athen/Griechenland: Der AC Mailand gewinnt die UEFA Champions League 2006/07 gegen den FC Liverpool mit 2:1. Zwei Tore des Stürmers Filippo Inzaghi führen die italienische Mannschaft vor 63.000 Zuschauern zu einem glanzlosen Sieg.[53]
- Belgrad/Serbien: Die beiden Hauptangeklagten im Prozess um das tödliche Attentat vom 12. März 2003 auf den pro-westlichen serbischen Ministerpräsidenten Zoran Djindjic, der ehemalige Kommandeur einer Spezialeinheit der serbischen Geheimpolizei, Milorad „Legija“ Ulemek, und sein Stellvertreter Zvezdan Jovanovic, werden zur Höchststrafe von 40 Jahren Gefängnis verurteilt.[54]
- Frankfurt am Main/Deutschland: Der DAX, das wichtigste deutsche Börsenbarometer, übertrifft erstmals seit sieben Jahren die 7700-Punkte-Marke und schließt bei 7735 Punkten.[55]
- Hamburg/Deutschland: In seinem im S. Fischer Verlag publizierten Jahresbericht 2007 beklagt Amnesty International eine systematische „Politik der Angst“ durch die Regierungen, die eine polarisierte Welt schaffen würde. Indem sie gezielt Ängste schüren, versuchen sie Menschenrechtsstandards zu unterlaufen. Laut der Generalsekretärin von Amnesty Deutschland, Barbara Lochbihler, ist „Angst (..) eine treibende Kraft der Weltpolitik geworden“. Auch wenn teilweise die Angst vor dem Terrorismus berechtigt sei, drohe die „Politik der Angst“ eine unüberbrückbare Spaltung zwischen Religionen und sozialen Gruppen herbeizuführen. Dabei würden andere Sicherheitsrisiken wie Armut oder Seuchen weitgehend vernachlässigt.[56]
- Hessen, Nordrhein-Westfalen, Sachsen/Deutschland: Verheerende Unwetter mit Sturm, Hagel und Gewitter führen in der Nacht zum 23. Mai in einigen Großstädten zu Überschwemmungen, Verwüstungen und Verletzten. In Bonn rückt die Feuerwehr zu 335 Einsätzen aus, im Keller des Stadtarchivs stehen 30 cm Wasser, das historische Rathaus, ein Schwimmbad und auch die Telekom-Zentrale werden schwer beschädigt. Eine Autofahrerin wird beim Sturz eines Baumes auf ihren Wagen schwer verletzt. In Hessen und Ostsachsen werden einige Straßen unterspült, manche macht Geröll unpassierbar.[57]
- London/Vereinigtes Königreich: Der britische Court of Appeal spricht den Îlois das Recht zu, auf die Chagos-Inseln zurückzukehren, von denen sie Anfang der 1970er zwangsumgesiedelt worden waren.[58]
- Washington, D.C./Vereinigte Staaten: US-Präsident George W. Bush erringt im monatelangen Streit um die Finanzierung des Irak-Kriegs einen Etappensieg gegen die demokratische Mehrheit im Kongress, indem diese widerstrebend auf die Forderung nach einem konkreten Termin für den Truppenabzug verzichtet. Zwar bewilligen sie die von Bush geforderten zusätzlichen 100 Milliarden Dollar für die Einsätze im Irak und in Afghanistan, fordern aber im Gegenzug die erste Erhöhung der Mindestlöhne seit einem Jahrzehnt sowie weitere 20 Milliarden Dollar für die Beseitigung von Hurrikan-Schäden, das Agrarwesen und eine Verbesserung des Gesundheitswesens für Veteranen und Kinder aus armen Familien.[59]
- Wien/Österreich: Nach einem Bericht der IAEO weitet der Iran im Gegensatz zu seinen multilateralen Versicherungen sein Projekt zur Urananreicherung aus und ignoriert damit bewusst das Ultimatum des UN-Sicherheitsrates. Demnach hat der Iran die Anzahl der Gaszentrifugen zur Urananreicherung nahezu verdoppelt.[60]

### Donnerstag, 24. Mai 2007

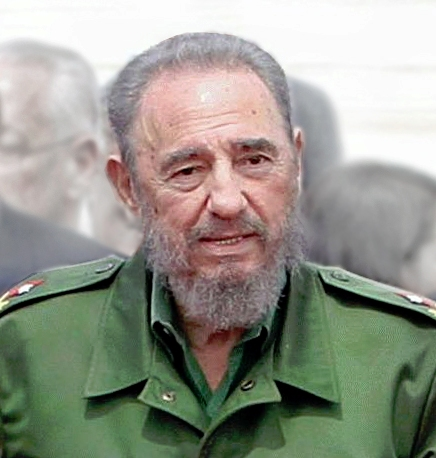
Fidel Castro

- Bagdad/Irak: Die Leiche eines der drei seit zwei Wochen vermissten US-Soldaten wird im Euphrat nahe der Ortschaft Mussajab aufgefunden. Der Körper weist Schusswunden und Folterspuren auf. Ein DNA-Test beweist die Identität des Mannes. Die Soldaten gelten vermisst, seitdem am 12. Mai ein Konvoi überfallen worden war. Dabei waren bereits vier Soldaten und ihr Dolmetscher getötet worden.[61]
- Berlin/Deutschland: Der Bundestag verabschiedet mit den Stimmen der Großen Koalition ein neues Passgesetz, das den Weg dazu ebnet, dass in Reisepässen künftig neben dem Photo des Inhabers auch dessen Fingerabdrücke in einem Mikrochip gespeichert werden.[62]
- Bonn/Deutschland: Erik Zabel gesteht in einer Pressekonferenz, zumindest eine Woche lang Doping mit EPO bei der Tour de France 1996 betrieben zu haben. Beschafft habe die Mittel Jef D’hont, ein damaligen Masseur des Teams Telekom. Auch der Ruheständler Rolf Aldag gesteht die Einnahme von EPO, allerdings über einen längeren Zeitraum.[63][64]
- Bremen/Deutschland: Im Bundesland Bremen stimmten die Sonderparteitage von SPD und Bündnis 90/Grüne für eine Koalition der beiden Parteien.[65]
- Dublin/Irland: Bei den Parlamentswahlen behauptet die regierende konservative Partei Fianna Fáil mit Taoiseach Bertie Ahern als Spitzenkandidat bei leichten Verlusten ihre Vormachtstellung. Der bisherige Partner in der Regierungskoalition Demokratische Partei büßt allerdings sechs Sitze ein, so dass beide Parteien ihre gemeinsame Stimmenmehrheit im Parlament verlieren.[66]
- Havanna/Kuba: Der kubanische Staatspräsident Fidel Castro gesteht erstmals ein, dass er über Monate intravenös ernährt werden musste: „Es gab nicht nur eine Operation, es waren mehrere.“ Inzwischen habe sich sein Zustand stabilisiert.[67]
- Quito/Ecuador: Die ecuadorianische Regierung plant, zugunsten der Umwelt und der indigenen Bevölkerung auf die Ausbeutung eines Erdölfeldes im Yasuní-Nationalpark zu verzichten und sich von der internationalen Gemeinschaft für die entgangenen Einnahmen entschädigen zu lassen.[68]
- Zürich/Schweiz: Titelverteidiger FC Zürich wird Schweizer Fussballmeister 2007.

### Freitag, 25. Mai 2007
- Berlin/Deutschland: Der Bundestag hat mit den Stimmen der Großen Koalition die Unternehmenssteuern gesenkt.[69]
- Hamburg/Deutschland: Die Sicherheitsvorkehrungen zum bevorstehenden G8-Gipfel in Heiligendamm schließen nach Angaben des Hamburger Staatsschutzes richterliche Postbeschlagnahmungen mit ein. Der Staatsschutz öffnet Briefe, um etwaigen Sabotageakten auf die Spur zu kommen.[70]
- Kiew/Ukraine: Die monatelangen Machtkämpfe in der Ukraine spitzen sich zu. Regierungschef Wiktor Janukowytsch entgleitet die Kontrolle über die Polizei, da sein Widersacher, der pro-westliche ukrainische Präsident Wiktor Juschtschenko, per Dekret die Kontrolle über die Exekutive übernommen hat.[71]

### Samstag, 26. Mai 2007
- Berlin/Deutschland: Der 1. FC Nürnberg wird nach einem 3:2-Erfolg nach Verlängerung gegen den VfB Stuttgart zum DFB-Pokalsieger. Zuvor hatte der 1. FFC Frankfurt durch ein 4:1 im Elfmeterschießen gegen den FCR 2001 Duisburg den DFB-Pokal der Frauen gewonnen.[72]

### Sonntag, 27. Mai 2007

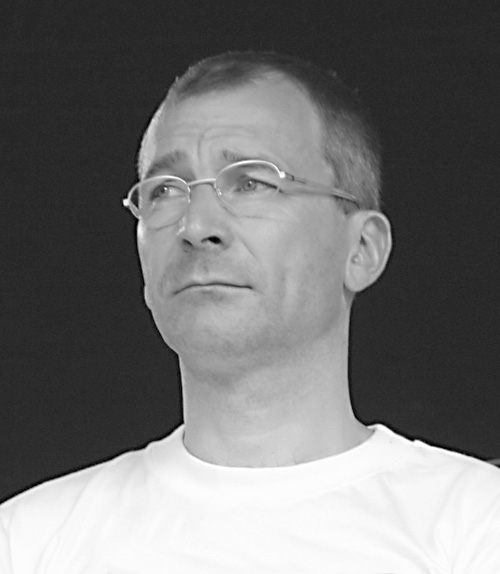
Volker Beck

- Cannes/Frankreich: Die 60. Auflage der Filmfestspiele von Cannes endet mit der Preisverleihung, bei der der rumänische Beitrag 4 luni, 3 săptămâni și 2 zile (dt.: 4 Monate, 3 Wochen und 2 Tage) von Cristian Mungiu mit der Goldenen Palme, dem Hauptpreis des Festivals, ausgezeichnet wird. Der deutsche Beitrag Auf der anderen Seite von Fatih Akın wird mit dem Drehbuchpreis prämiert, während der österreichische Film Import Export von Ulrich Seidl leer ausgeht.[73]
- Moskau/Russland: Nach dem Verbot der formal ordnungsgemäß angemeldeten Schwulen- und Lesbenparade Moscow Pride durch die Moskauer Stadtverwaltung setzt die Polizei den Abgeordneten des Deutschen Bundestags Volker Beck sowie weitere Protestierende aus mehreren europäischen Ländern fest.[74]

### Montag, 28. Mai 2007
- Bagdad/Irak: Erstmals seit 27 Jahren, seit der Islamischen Revolution im Iran, trifft sich ein Vertreter des Iran offiziell mit einem Vertreter der Vereinigten Staaten zu einem bilateralen Gespräch. Gegenstand der Unterhandlungen zwischen den Botschaftern Ryan Crocker und Hassan Kasemi ist die Sicherheitslage im Irak.[75]
- Bern/Schweiz: Der FC Basel gewinnt im Stade de Suisse das Final um den Schweizer Cup im Fussball mit 1:0 gegen den FC Luzern.[76]

### Mittwoch, 30. Mai 2007

Uttar Pradesh, Indien

- Bonn/Deutschland: Die Stadt Bonn muss dem Unternehmen Deutsche Telekom 300 Millionen Euro Gewerbesteuer zurückzahlen, da dieses seine Verluste im Inlandsgeschäft mit den Gewinnen in der Mobilbranche auch im Ausland gegengerechnet hat. Bonns Oberbürgermeisterin Bärbel Dieckmann (SPD) kämpft mit dem plötzlichen Haushaltsloch und verhängt eine Haushaltssperre.[77]
- Brühl/Deutschland: Staatssekretär Johann Hahlen aus dem Bundesinnenministerium macht darauf aufmerksam, dass staatliche Bedienstete „im Zeitalter des Internets und der Globalisierung“ zunehmend der Fähigkeit bedürfen, „Netzwerke mit nationalen und internationalen, staatlichen und nichtstaatlichen Akteuren zu bilden.“[78]
- Doha/Katar: Die Fluggesellschaft Qatar Airways bestellt 80 Maschinen des Langstreckenflugzeugs Airbus A350. Nach Listenpreis hat die Order ein Volumen von knapp zwölf Milliarden Euro. Als Termin für die erste Auslieferung ist 2013 veranschlagt.[79]
- Neu-Delhi/Indien: In Indien wächst der Anteil HIV-infizierter Schwangerer auf über 1 % in Teilen der Bundesstaaten Uttar Pradesh und Bihar an; im Land sind nach Schätzungen 5,7 Mio. Menschen HIV-infiziert.[80]
- New York/Vereinigte Staaten: Der Sicherheitsrat der Vereinten Nationen beschließt mit der Annahme der Resolution 1757 die Errichtung eines internationalen Tribunals zur Verurteilung der Schuldigen am Attentat auf den libanesischen Politiker und Unternehmer Rafiq al-Hariri.[81]

### Donnerstag, 31. Mai 2007

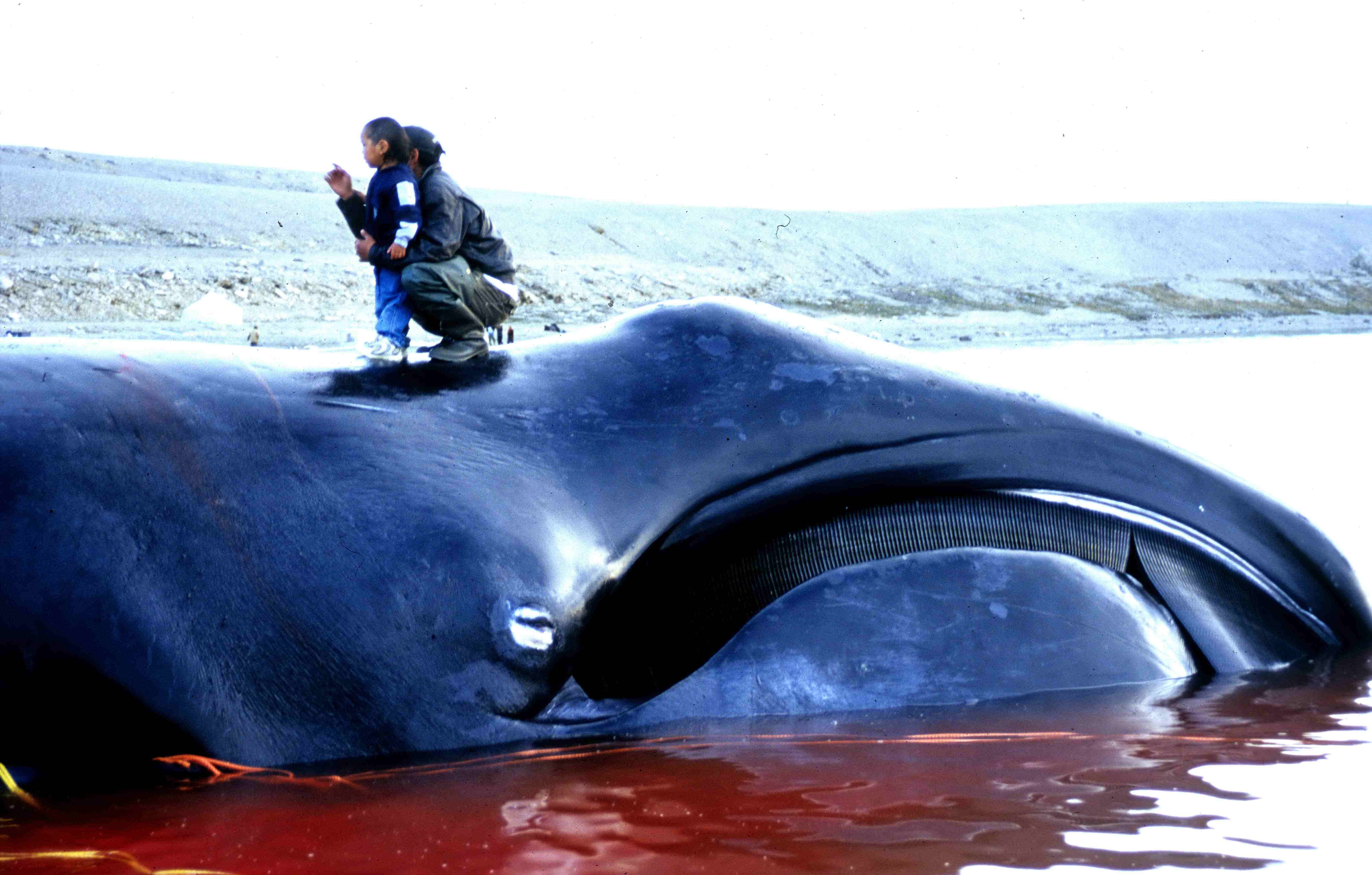
Harpunierter Wal

- Anchorage/Vereinigte Staaten: Bei der 59. Jahrestagung der Internationalen Walfangkommission (IWC) setzen sich die Walfanggegner mit 37:4 Stimmen durch und beschließen ein weltweites kommerzielles Jagdverbot. Japan, das seit längerem seine Walfänge ohnehin wie auch Island als wissenschaftlich euphemistisch tituliert, droht mit einem Austritt aus der Kommission. Letztlich bringen die neuen IWC-Mitglieder Zypern, Griechenland, Kroatien, Slowenien und Ecuador die Front der Walfangländer zum Einsturz.[82]
- Straßburg/Frankreich: Der Europäische Gerichtshof für Menschenrechte hat die Türkei zum vierten Mal innerhalb eines Monats wegen schwerer Folter verurteilt. Das Gericht sieht es als erwiesen an, dass zwei Männer und eine Frau im Juni 1995 in der Anti-Terrorabteilung des Istanbuler Polizeipräsidiums mehrere Tage lang misshandelt wurden: mit Elektroschocks an den Genitalien, Schlägen, Aufhängen an den Armen und Schlafentzug. Die Regierung in Ankara muss den drei Opfern zusammen 45.000 Euro Schmerzensgeld zahlen.[83]
- Zabul/Afghanistan: Im Distrikt Shahjoy töten islamistische Taliban 16 afghanische Polizeikräfte. Der Distrikt in der Provinz Zabul liegt im südlichen Afghanistan, der noch immer von Kampfhandlungen geprägt ist. Beim Abschuss eines NATO-Hubschraubers in der Provinz Helmand starben gestern sieben Soldaten.[84]
- Zürich/Schweiz: Der Schweizer Sepp Blatter wird auf dem 57. Ordentlichen Kongress des Weltfußballverbandes FIFA durch Akklamation der 208 Delegierten als Präsident bestätigt und tritt seine dritte Amtszeit bis 2011 an.[85]